# ビーロー・ラースロー

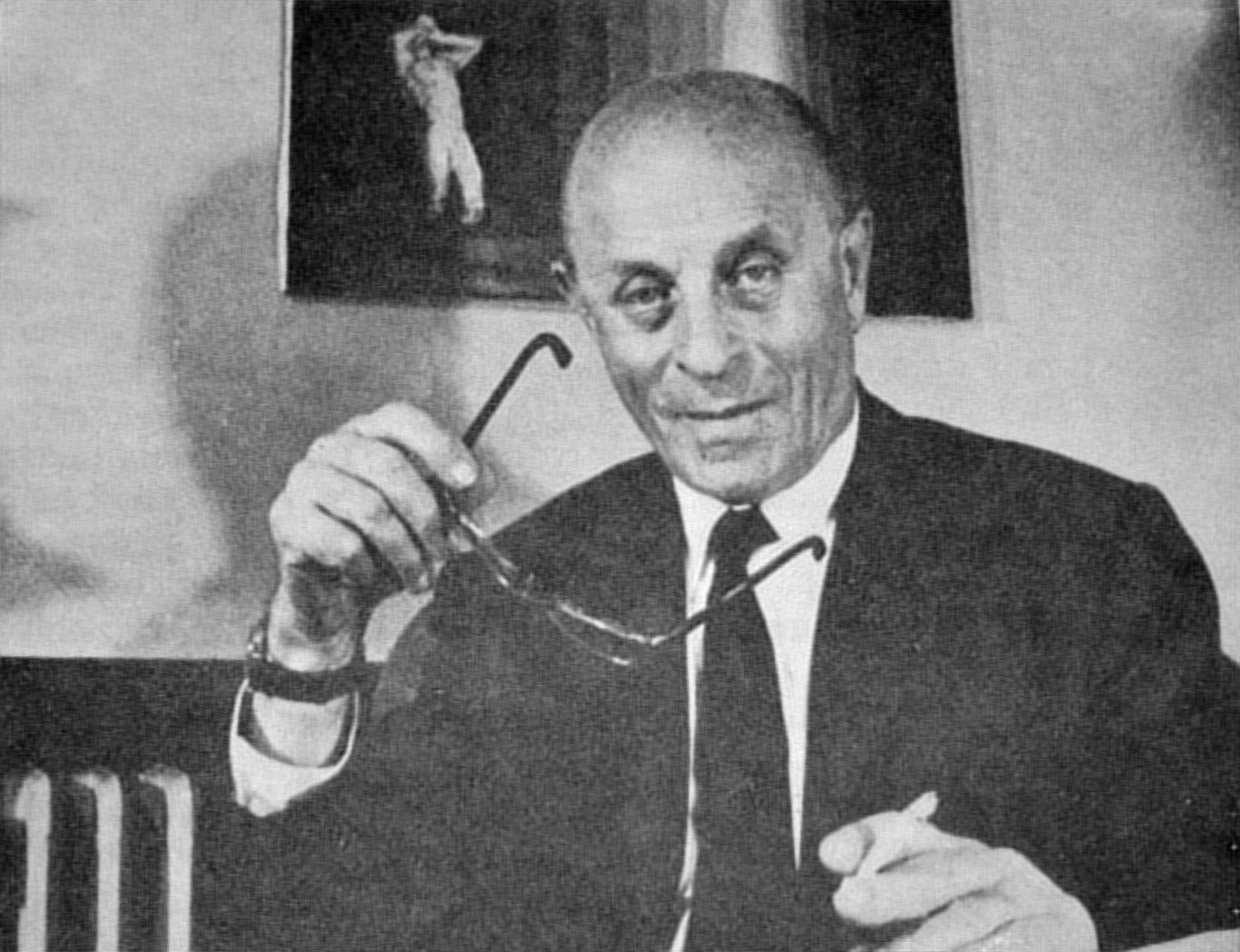
ビーロー・ラースロー（1978年ごろ）

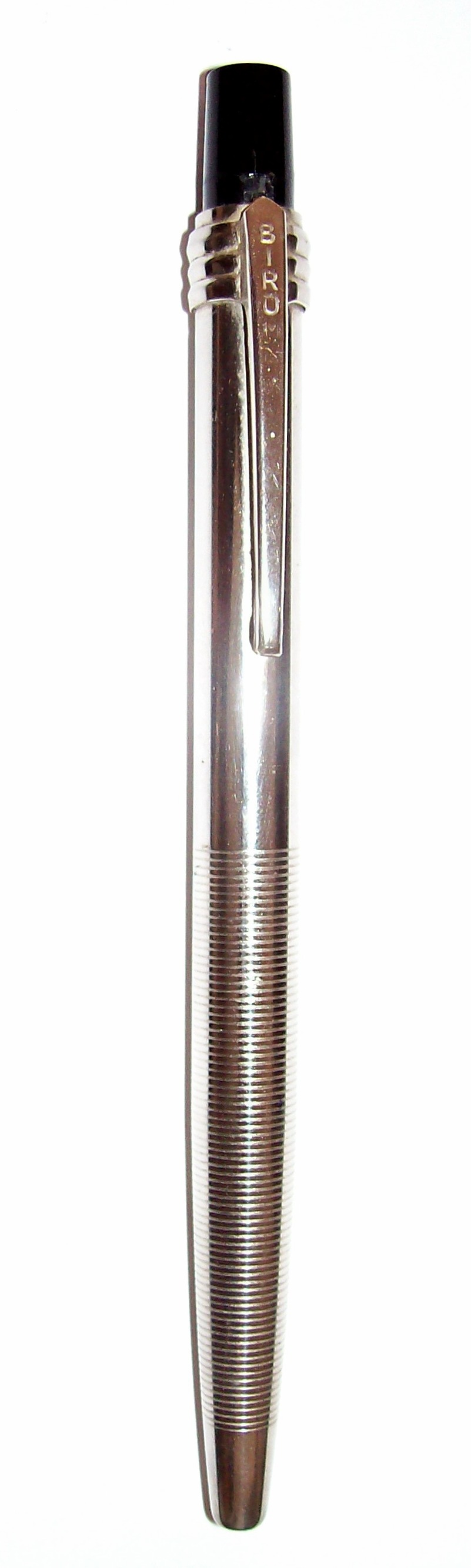
ビーローの発明品 Birome

ビーロー・ラースロー（ハンガリー語: Bíró László József、1899年9月29日 - 1985年10月24日）は、ボールペンの発明で知られるハンガリーの発明家。

## 経歴
1899年、オーストリア＝ハンガリー帝国のブダペストで生まれる。1931年に Budapest International Fair で初めてボールペンの実物を公開した。ハンガリーでジャーナリストとして働いていたとき、新聞の印刷に使っているインクが素早く乾き、にじまないことに気づいた。そこで、そのインクを万年筆に使ってみたが、粘性が強すぎてペン先まで到達しないことがわかった。化学者だった弟 Georg と共同でこれに取り組み、ソケット内に自由に回転するボールを仕込んだペン先を生み出した。カートリッジ内のインクがボールに付着し、ボールが回転することでそのインクが紙に転写されるのである。ビーローは1938年にパリでこの発明の特許を取得した。

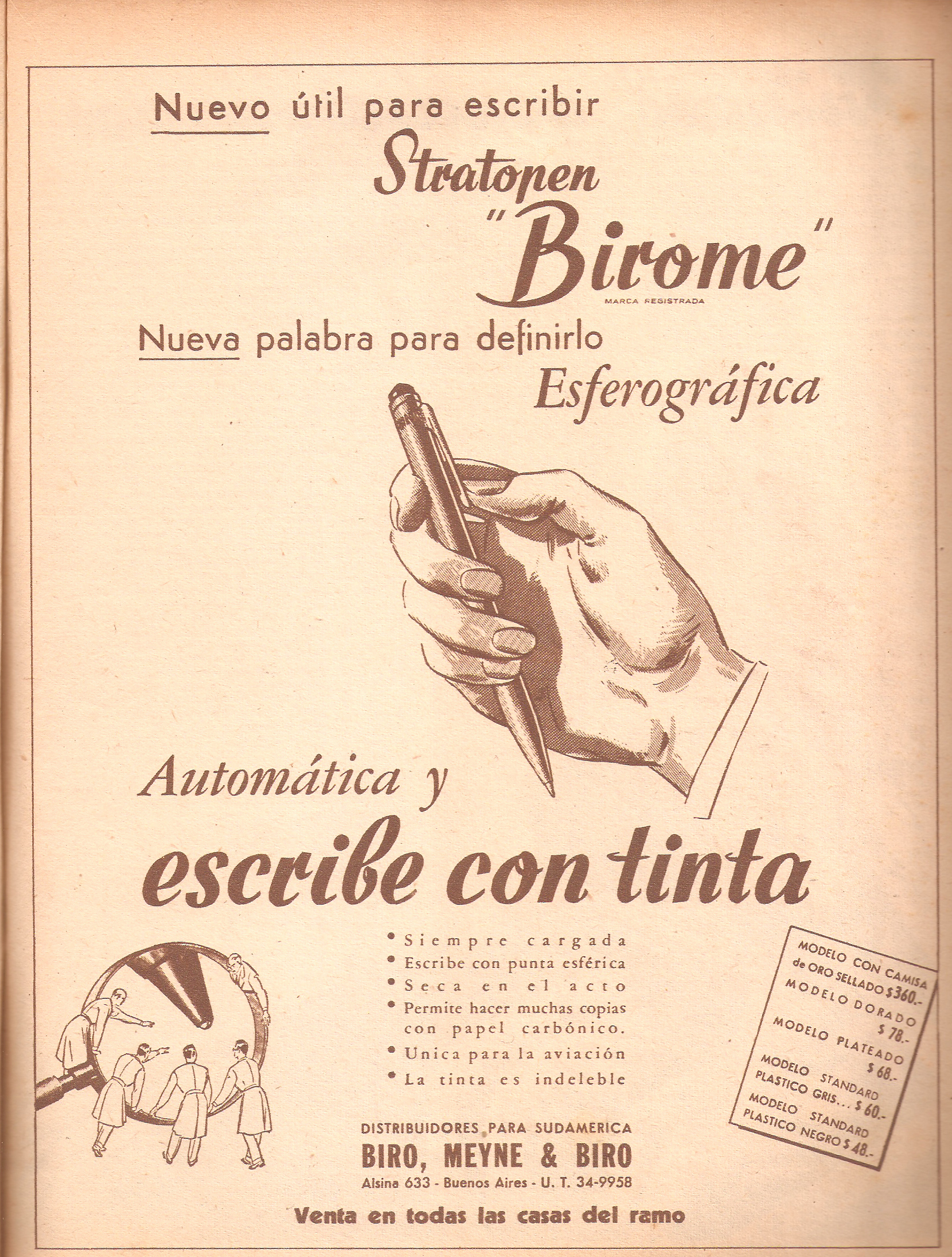
アルゼンチンの雑誌 Leoplán に掲載された Birome の広告（1945年）

1943年、兄弟はアルゼンチンに移住し同年6月10日に新たな特許を申請し、Biro Pens of Argentina という会社を設立。ボールペンを birome という商品名で売り出した。現在でもアルゼンチンではボールペンを birome と呼ぶ。これにあるイギリス人が目をつけて使用権を取得し、イギリス空軍向けのボールペン生産に乗り出した。ボールペンは高度の高いところでは万年筆よりも書きやすかったためである。
1950年、マルセル・ビックがビーローからボールペンの特許を買い取り、それがすぐにビック社の主要商品となった。
1985年、ブエノスアイレスで死去。アルゼンチンではビーローの誕生日である9月29日を「発明家の日」としている。

## "Biro" という名称
イギリス、アイルランド、オーストラリア、ニュージーランドといった英語圏では、ボールペンのことを "biro"（バイロー）と呼び、イギリス英語では "biro" はボールペン一般を指す名詞となっている。これは元々は商標であって、商標の普通名称化の一例である。
2016年9月29日のGoogle Doodleは彼の生誕117年を記念したものとなった。